# Dan Lungren
Daniel Edward Lungren, detto Dan (Long Beach, 22 settembre 1946), è un politico statunitense, membro della Camera dei rappresentanti per lo stato della California dal 1979 al 1989 e in seguito dal 2005 al 2013.

## Biografia
Nato a Long Beach, Lungren è figlio del medico personale di Richard Nixon. Dopo gli studi all'Università di Notre Dame, Lungren si laureò in legge alla Georgetown University e lavorò come consulente legale di alcuni politici repubblicani.
Entrato lui stesso in politica, nel 1976 tentò invano di farsi eleggere alla Camera dei rappresentanti, ma nel 1978 si ripresentò e riuscì a vincere. Lungren venne rieletto per altri quattro mandati, finché nel 1989 decise di ritirarsi per accettare un incarico nell'amministrazione del governatore della California.
Tra il 1991 e il 1999 ricoprì la carica di attorney general della California. Nel 1998 si candidò a governatore, ma perse le elezioni contro il democratico Gray Davis.
Nel 2004 Lungren si candidò nuovamente alla Camera e riuscì a vincere le elezioni, tornando al Congresso dopo sedici anni di assenza. Negli anni successivi venne rieletto altre tre volte. Nel 2012 si ripresentò alle elezioni, ma venne sconfitto dal democratico Ami Bera, che Lungren aveva battuto due anni prima.
Lungren, che è giudicato un repubblicano conservatore, è sposato con Bobbi e ha tre figli.